# Arthur Ravenel Jr.
Arthur Ravenel Jr. (Charleston, 29 marzo 1927 – Charleston, 16 gennaio 2023) è stato un politico statunitense, membro della Camera dei Rappresentanti per lo stato della Carolina del Sud dal 1987 al 1995.

## Biografia
Nato a Charleston, Ravenel prestò servizio nei marines sul finire della seconda guerra mondiale. In seguito terminò il college e divenne agente immobiliare e contraente generale.

### Carriera politica
A venticinque anni entrò in politica con il Partito Democratico e fu eletto all'interno della Camera dei rappresentanti della Carolina del Sud, la camera bassa dell'assemblea legislativa statale, dove restò fino al 1959. Nel 1960 cambiò schieramento passando al Partito Repubblicano e negli anni successivi si candidò infruttuosamente per diverse cariche pubbliche: al Senato della Carolina del Sud nel 1962, nel 1974 e nel 1976; alla Camera dei Rappresentanti nel 1971; come sindaco di Charleston sempre nel 1971.
Nel 1986, quando Thomas F. Hartnett lasciò il suo seggio, Ravenel si candidò alla Camera dei Rappresentanti e questa volta riuscì ad essere eletto deputato. Negli anni successivi, venne riconfermato per altri tre mandati consecutivi. Nel 1994 lasciò il Congresso per candidarsi alla carica di governatore della Carolina del Sud: nelle primarie repubblicane perse il ballottaggio a favore di David Beasley, che venne poi eletto governatore.
Nel 1996 Ravenel tornò ad occupare il suo vecchio seggio all'interno della camera alta della legislatura statale, il Senato della Carolina del Sud; vi restò fino al 2005.
L'anno seguente fu eletto nel consiglio scolastico della contea di Charleston, all'età di settantanove anni; alcuni mesi prima, aveva subito le conseguenze della sindrome di Guillain-Barré. Nella stessa tornata elettorale, suo figlio Thomas Ravenel venne eletto tesoriere dello stato; quest'ultimo rassegnò le proprie dimissioni dall'incarico dopo soli sei mesi, a seguito di gravi accuse giudiziarie.
Nel 1996, Ravenel si era candidato nuovamente al Senato statale con l'obiettivo di ottenere la costruzione di un ponte che collegasse le città di Charleston e di Mount Pleasant, in sostituzione di due infrastrutture a traliccio ormai pericolanti. Per via del suo impegno nella causa, i suoi colleghi legislatori proposero di intitolargli il nuovo ponte strallato che venne inaugurato nel 2005 come Arthur Ravenel Jr. Bridge. La vicenda fu criticata da chi sosteneva che non fosse opportuno intitolare un'infrastruttura pubblica così importante ad un politico locale ancora in vita; Ravenel commentò ironicamente la faccenda in seguito all'emergere dei suoi problemi di salute, citando "quelle persone che dicono che non si dovrebbero chiamare le cose con il nome delle persone prima che siano morte".
Arthur Ravenel Jr. morì nel 2023 all'età di novantacinque anni.

### Immagine pubblica e controversie
Fu membro dei Sons of Confederate Veterans ed un sostenitore della bandiera degli Stati Confederati d'America.
Nel 2000 fu coinvolto in una polemica quando, rispondendo ad un giornalista, si riferì alla NAACP come Associazione Nazionale per le Persone Ritardate; Ravenel aveva un figlio con la sindrome di Down e si scusò per la frase infelice con coloro che soffrivano di problemi mentali.
Negli anni, fu inoltre accusato di alcune frasi a sfondo razzista, alcune delle quali portarono anche alla rimozione dalle piattaforme on demand di puntate di un reality show in cui partecipava la sua famiglia.